# FireHouse (album)
Albums de FireHouse
Hold Your Fire
(1992)
Singles
1. Shake & Tumble
2. Don't Treat Me Bad
3. Love of a Lifetime
4. All She Wrote

FireHouse est le premier album du groupe FireHouse, sorti en 1990.

## Liste des chansons
| No  | Titre                      | Durée |
| --- | -------------------------- | ----- |
| 1.  | Rock on the Radio          | 4:45  |
| 2.  | All She Wrote              | 4:27  |
| 3.  | Shake & Tumble             | 3:30  |
| 4.  | Don't Treat Me Bad         | 3:55  |
| 5.  | Oughta Be a Law            | 3:54  |
| 6.  | Lover's Lane               | 4:02  |
| 7.  | Home Is Where the Heart Is | 4:48  |
| 8.  | Don't Walk Away            | 4:31  |
| 9.  | Seasons of Change          | 1:29  |
| 10. | Overnight Sensation        | 3:56  |
| 11. | Love of a Lifetime         | 4:46  |
| 12. | Helpless                   | 4:25  |